# Kuchnia kubańska

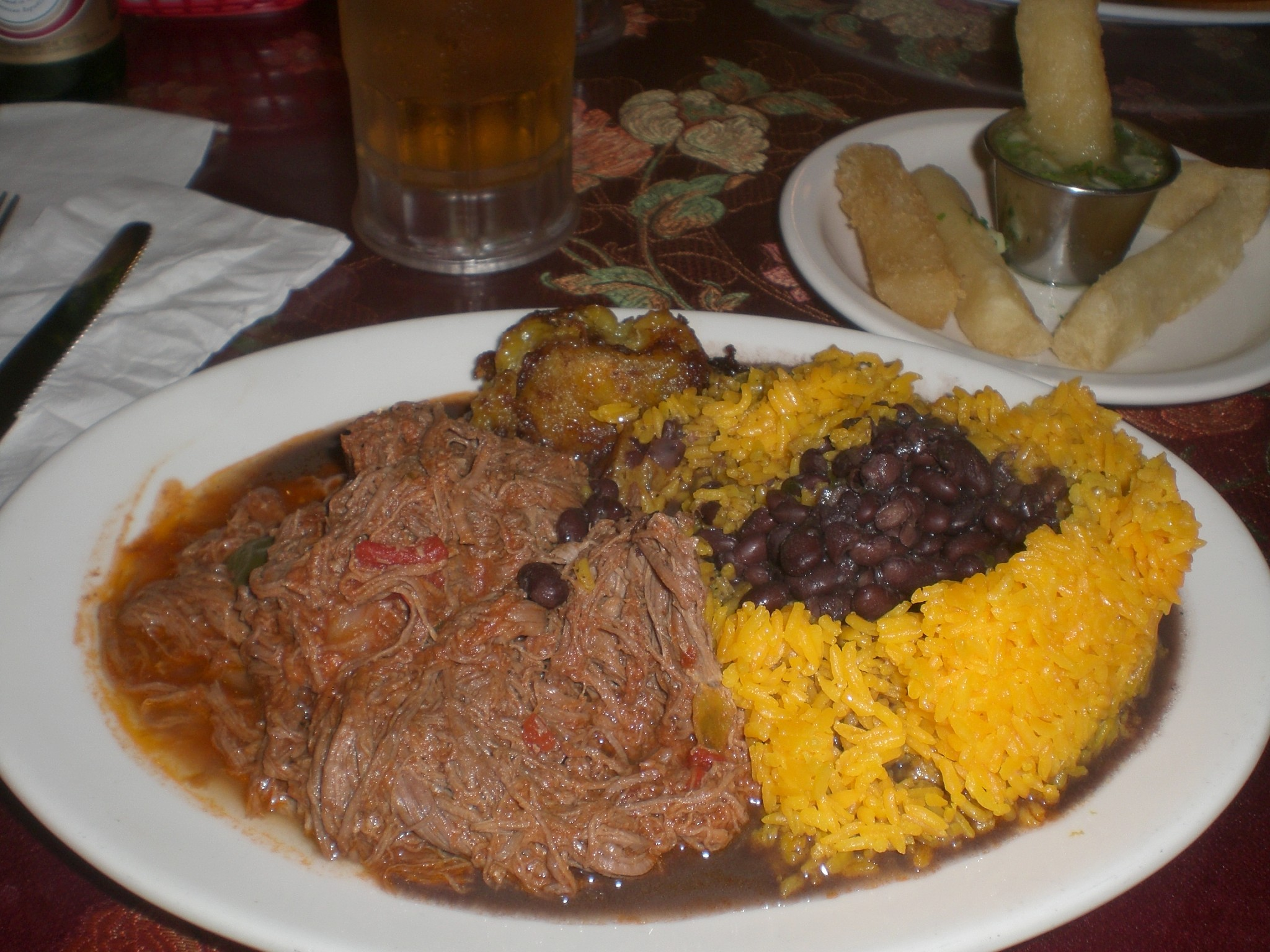
Ropa vieja z dodatkiem czarnej fasoli, ryżu i manioku

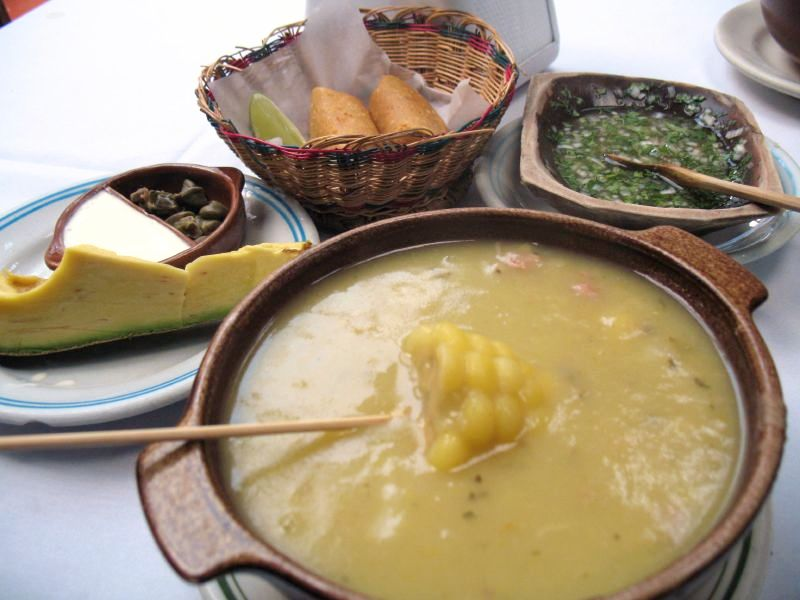
Zupa ajiaco

Kuchnia kubańska – tradycje kulinarne, powstałe na Kubie pod silnym wpływem kuchni europejskich, afrykańskich oraz kuchni kreolskiej sąsiednich wysp karaibskich, a także pierwotnej kuchni lokalnych Indian. Najbardziej popularnym rodzajem mięsa jest wieprzowina, podawana zazwyczaj z ryżem i czarną fasolą. Do dań mięsnych i rybnych podaje się często pokrojone smazone plátanos (specjalny rodzaj mączystych bananów). Ważną częścią tradycji kubańskiej są geste treściwe zupy, pozostające pod silnym wpływem kuchni hiszpańskiej. Czysto iberyjski rodowód ma zupa czosnkowa sopa de ajo. Do zup często dodaje się bulwy rosnących na miejscu tropikalnych roślin: malangas, boniatos, yuca i ñames. Kuba słynie także z doskonałych ryb i owoców morza, zwłaszcza krewetek. Podstawowe przyprawy to czosnek, kmin, oregano, liście kolendry oraz kwaśna odmiana pomarańczy. Bazę wielu potraw stanowi sofrito, pasta z siekanego czosnku, cebuli i zielonej papryki, podsmażanych na oliwie z oliwek.

## Typowe dania kuchni kubańskiej
- ajiaco – sycąca zupa na bazie rosołu z różnych rodzajów mies (wołowina, wieprzowina, kurczak) z warzywami maczanymi (yuka, ñame, ziemniaki, bataty, platany, dynia).
- Caldosa - rodzaj ajiaco, ale z mniejsza ilością składników.
- coquito blanco – deser z miąższu orzecha kokosowego.
- moros y cristianos – dosłownie „maurowie i chrześcijanie”, czyli czarni i biali, biały ryż z czarną fasolą (inna nazwa tego dania to arroz congrí).
- picadillo a la habanera – mielona duszona wołowina z cebulą i pomidorami.
- ropa vieja – dosłownie „stare łachy”, rozdrobniona wołowina, podawana z ryżem.
- platano a puñetazo (inaczej tostones, tachinos, chatinos) – smażone zielone platany, rozgniecione na przykład pięścią. Je się, jak warzywo, na słono. Jest to typowy dodatek do arroz congri.
- platano maduro frito – platan, który już dojrzeje nabiera koloru żółtego, wówczas smaży się go na słodko. Jest to dodatek do ryżu ze smażonym jajkiem (nazwa takiego dania to arroz a la cubana).
- pan con lechón – popularne danie przydrożnych barów. Jest to bułka z pieczona, posiekana wieprzowina, dość tłuste danie.

## Napoje
Na Kubie, na bazie miejscowego rumu, stworzono szereg znanych koktajli alkoholowych:
- mojito (mięta i cukier trzcinowy razem zgniecione, lód, woda gazowana, biały rum)
- daiquiri (lód zmielony, sok z limonki, cukier trzcinowy, rum)
- cuba libre (rum i coca-cola, limonka, lód)
- havana special
- Mary Pickford
- Canchanchara (miód, rum, limonka, lód)

Cenione jest również miejscowe piwo Cristal. Do popularnych napojów bezalkoholowych należy guarapo, świeżo wyciskany sok z trzciny cukrowej oraz soki z owoców tropikalnych.